# Аргостоли
Аргостоли (грч. Αργοστόλι, Argostoli) град је у западној Грчкој и управно средиште округа Кефалонија у оквиру периферије Јонска острва. Град је и највеће и најважније насеље острва Кефалонија.

## Географија
Град Аргостоли се налази на западој обали острва Кефалонија, на обали највећег острвског залива. Наспрам њега налази се друго по важности место на острву, Ликсури. Иза града уздижу се планине, већим делом голе и обешумљене.
Клима у Аргостолију је средоземна са топлим и сувим летима и балгим и кишовитим зимама.

## Историја
Иако је Аргостоли млад град, подручје града је одувек било насељено. Најстарији археолошки су из времена праисторије. У време старе Грчке Кефалонија је била један од полиса. У 2 веку п. н. е. оно је пало под староримску власт.
Аргостоли постаје значајно место после пребацивања престонице острва из места Кастро 1757. године. Почетком 18. века град потапада под власт Британаца, који га знатно унапређују - подиже се нова лука, зачиње се месна индустрија. Тек 1864. године град припада савременој Грчкој. Током Другог светског рата град је тешко страдао у немачком бомбардовању 1943. године. Десет година касније град је задесио земљотрес, тако да је данс веома мало остало од старог Аргостолија.

## Становништво
Аргостоли данас има око 15.000 становника у граду и околини. Становништво су углавном етнички Грци, мада има и досељеника (туриста и радника у туристичкој привреди). Кретање становништва по последњим пописима било је следеће:
| 1981. | 1991. | 2001. |
| ----- | ----- | ----- |
| 7.164 | 6.815 | 9.522 |

Кретање броја становника у општини по пописима:
| 1991. | 2001.  |
| ----- | ------ |
| 9.918 | 12.589 |

## Привреда
Аргостоли је данас прави туристички град. Недостатак старог градског језгра Аргостоли је заменио бројним погодностима савременог туризма.